# Василко Романович
Василко Романович (1203–1269), кнез Белза (1207–1269), кнез од Бреста (1231–1269) и кнез Волиније (1231–1269).
Био је син Романа Великог и Ане-Еуфрозине, и млађи брат краља Данила Галичког (Данијела). После Романове смрти 1205. године, галицијски бојари су њега, његову мајку и брата протерали са поседа.

## Породица

### Родитељи
- Роман Велики
- Еуфрозина Анђел

### Брат
- Данило Галички (1201–1264)

### Деца
- Володимир Василкович
- Олха